# Ksar El Amerna
Ksar El Amerna est un ksar de Tunisie situé dans le gouvernorat de Tataouine.

## Localisation
Le ksar se situe dans la plaine de la Djeffara, au bord d'une dépression couverte de champs de céréales.

## Histoire
La fondation du ksar est datée de 1951 selon Kamel Laroussi.

## Aménagement
Considérée comme la plus vaste structure du genre en Tunisie, elle s'étend sur 500 mètres de long sur 100 mètres de largeur. Elle compte entre 240 et 400 ghorfas (selon les sources) réparties sur un seul étage.
Abandonné, le ksar est dégradé même si l'ensablement contribue à conserver le bâti.